# 11197 Беранек
11197 Беранек (11197 Beranek) — астероїд головного поясу, відкритий 10 лютого 1999 року.
Тіссеранів параметр щодо Юпітера — 3,477.